# El Tijera
El Tijera è un comune (corregimiento) della Repubblica di Panama situato nel distretto di Ocú, provincia di Herrera. Si estende su una superficie di 66,6 km² e conta una popolazione di 588 abitanti (censimento 2010).